# Eleanor Alberga
Eleanor Alberga (1949) es una música y  compositora contemporánea jamaiquina.

## Biografía
Eleanor nació en Kingston, Jamaica. Decidió a los cinco años ser una concertista de piano y comenzó a componer piezas cortas. Estudió música en la Escuela de Música y Jamaica en 1970 ganando la beca bienal Associated Board de las Indias Occidentales que le permitió estudiar en la Royal Academy of Music en Londres. Después de completar sus estudios, fue concertista de piano. En 2001 terminó su carrera como concertista de piano para concentrarse a tiempo completo en la composición y fue galardonada con una beca de NESTA.
Ella trabaja como profesora invitada en la Royal Academy of Music de Londres. Ha sido pianista y directora musical de la London Contemporary Dance Theatre y miembro de Jamaica Folk Singers y una compañía de danza africana. Su música ha sido interpretada por la Royal Philharmonic Orchestra, la London Philharmonic, Bournemouth Sinfonietta, London Mozart Players, y The Women's Philharmonic de San Francisco, y en Australia, Sudamérica, Canadá, Europa, China.
En 1992, se casó con el violinista Thomas Bowes y realiza con él un dúo llamado "Double Exposure".

## Obra
Algunas obras incluyen:
Ópera:
- Letters of a Love Betrayed

Orquesta:
- Roald Dahl's "Snow White and the Seven Dwarfs"
- Violin Concerto (dedicated to Thomas Bowes)
- Mythologies

Orquesta de cámara:
- Sun Warrior
- Chamber ensemble version of Roald Dahl's "Snow White and the Seven Dwarfs"

Música de cámara/Ensemble:	 	 	 	
- Nightscape (The Horniman Serenade)
- Animal Banter
- Dancing with the Shadow
- String Quartet No. 1
- String Quartet No. 2
- Glinting Glancing Shards
- Remember
- Clouds
- On a Bat's Back I do Fly
- Suite from Dancing with the Shadow
- String Quartet No. 3

Solos/Duos:	 	 	
- Resolution
- Duo from Dancing with the Shadow
- The Wild Blue Yonder
- No-Man's Land Lullaby

Piano Solos: 	
- Jamaican Medley
- Ice Flow
- Only a Wish Away
- Fizz
- If The Silver Bird Could Speak

Piano, 2 a 6 pianistas:	 	
- 3-Day Mix
- Two-Piano Suite
- Hill & Gully Ride
- Chasm

Vocal: piezas de cámara	 	 	 	
- Her Lament: One Cezanne Apple

Vocal: coral
- De Profundis
- My Heart Danceth